# Кумхана
Кумхана (араб. قمحانة‎) — город на северо-западе Сирии, расположенный в нахии Хама, района Хама одноимённой мухафазы.

## География
Город находится у западного подножия горы Зейналабдин. К северу от Кумханы располагается город Тайбет-эль-Имам, к западу протекает река Эль-Аси, а к югу располагается город Хама.